# 维莱瑟里讷
维莱瑟里讷（法語：Villerserine，法語發音：[vilɛʁsəʁin]）是法国汝拉省的一个市镇，位于该省中北部，属于隆斯勒索涅区。

## 地理
维莱瑟里讷（46°51'28"N, 5°38'32"E）面积2.85 平方千米，位于法国勃艮第-弗朗什-孔泰大區汝拉省，该省份为法国东部内陆省份，北起上索恩省，西北接科多尔省，西临索恩-卢瓦尔省，南至安省，东与杜省和瑞士接壤。
与维莱瑟里讷接壤的市镇（或旧市镇、城区）包括：布赖南、贝尔萨延、圣洛坦、图尔蒙。
维莱瑟里讷的时区为UTC+01:00、UTC+02:00（夏令时）。

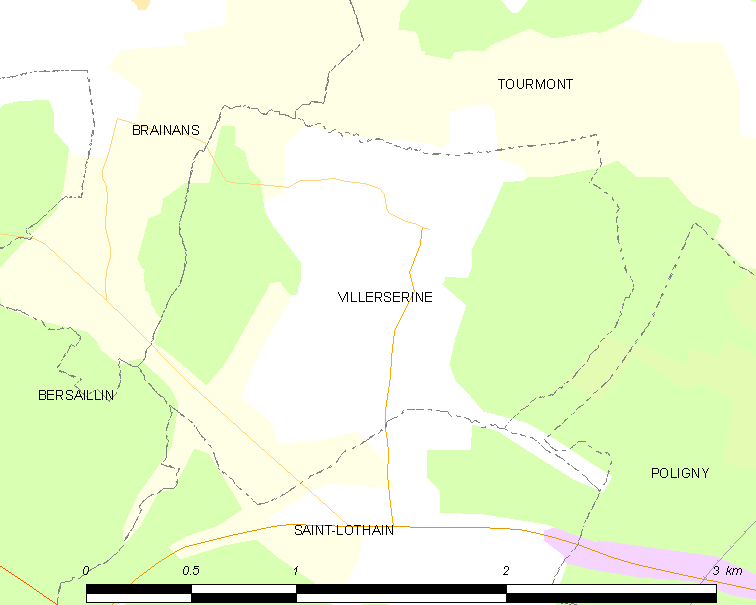
维莱瑟里讷的OSM定位图

## 行政
维莱瑟里讷的邮政编码为39800，INSEE市镇编码为39568。

## 政治
维莱瑟里讷所属的省级选区为布莱特朗县。

## 交通
汝拉省省道D199线和D341线在市中心交汇，省道D22线从境内西南侧过境。

## 人口

1962-2008年间维莱瑟里讷人口变化图示

维莱瑟里讷于2022年1月1日时的人口数量为34人。